# Palácio de Lambeth
Lambeth Palace (Palácio de Lambeth) é a residência oficial em Londres do Arcebispo da Cantuária. Fica localizado em Lambeth, na margem sul do Rio Tâmisa, a curta distância do Palace of Westminster, situado na margem oposta, a jusante. Foi adquirido pelo arcebispado por volta do ano 1200.
Actualmente, é talvez mais conhecido como local das Conferências de Lambeth, ocorridas a cada dez anos com todos os bispos anglicanos activos no mundo. Os acessos são feitos pela Lambeth Palace Road (situada a oeste), pela Lambeth Road (a sul) e pela Lambeth Bridge (a sudoeste).

## História

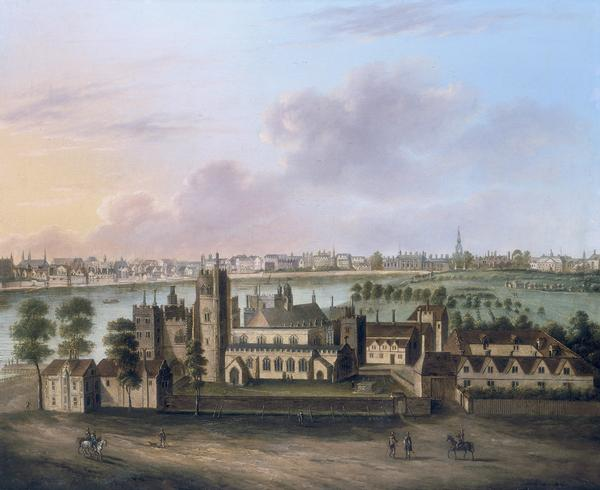
O Lambeth Palace visto de sul cerca de 1685.

A margem sul do Tâmisa, não fazendo parte da Londres histórica, desenvolveu-se lentamente, uma vez que o solo era baixo e encharcado: era chamada de Lambeth Marsh (Pântano Lambeth), até à área de Blackfriars, a jusante. O nome "Lambeth" incorpora a expressão "hithe", um ancoradoro no rio: os arcebispos chegavam e partiam por água, tal como fez John Wycliffe, que aqui foi julgado por heresia. Durante a Revolta camponesa de 1381, o palácio foi atacado e o Arcebispo Simon Sudbury, capturado pelos rebeldes, foi executado mais tarde.
A parte mais antiga ainda existente no palácio é a capela construída no estilo do primeiro gótico inglês. A chamada Torre Lollard, a qual mantém evidências do seu uso como prisão durante o século XVII, data de 1440. Nesta torre, encontra-se uma bela portaria em Estilo Tudor, construída pelo Cardeal John Morton, em 1495. O Cardeal Reginald Pole faleceu, no palácio, em 1558, tendo permanecido em câmara ardente durante quarenta dias, depois da sua morte. Pensa-se que a figueira existente no pátio do palácio poderá ser a figueira White Marseille plantada pelo Cardeal Pole, em 1525.

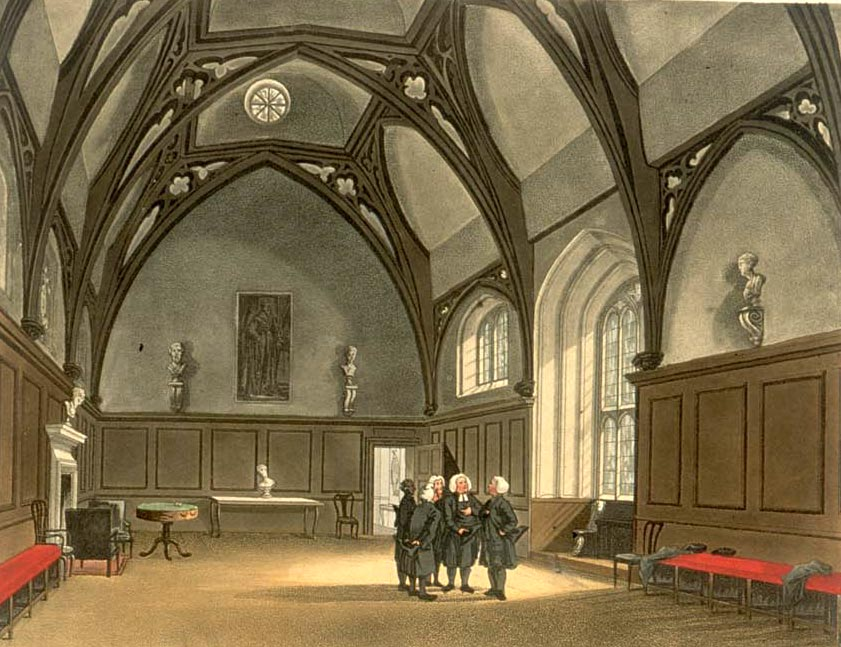
A "nova galeria à moda antiga" do Lambeth Palace (representada no Microcosm of London, de Ackermann, 1808-1811).

A Grande Galeria foi saqueada pelas tropas Cromwelianas durante a Guerra Civil Inglesa, a qual foi reconstruída depois da Restauração pelo Arcebispo William Juxon, em 1663, com um tecto em estilo gótico tardio, um género que já não era construído nos últimos cem anos. Neste constexto, a escolha de um tecto deste género era evocativa; este tecto em telhado, em the choice of a hammerbeam roof was evocative, simbolizava a continuidade da Alta-Igreja Anglicana com a Velha Fé (o irmão do Rei era um Católico declarado), um anúncio visual de que o Interregnum fora ultrapassado.

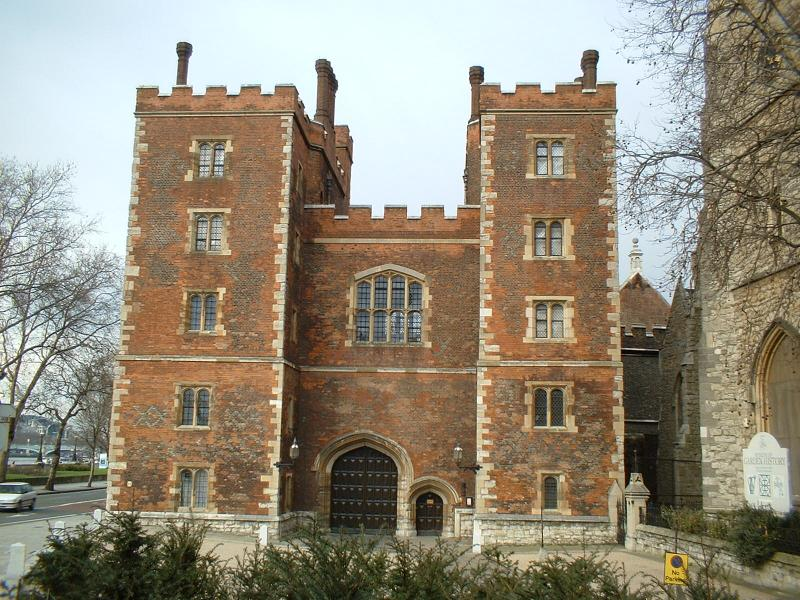
Portaria da Torre Lollards no Lambeth Palace.

Tal como acontece com alguns detalhes góticos existentes em edifícios de Universidades da mesma época, é debatido entre os historiadores da arquitectura se a Grande Galeria do Lambeth Palace é um "sobrevivente gótico" ou se, pelo contrário, é um extraordinário trabalho inicial do neogótico. O diarista Samuel Pepys reconheceu-o pelo que era de facto: "uma nova galeria à moda antiga", como a chamou.
Entre os retratos dos arcebispos actualmente conservados no palácio existem exemplares pintados por Hans Holbein, Anthony van Dyck, William Hogarth e Sir Joshua Reynolds.
Uma nova construção foi adicionada ao edifício, em 1834, por Edward Blore (1787–1879), o arquitecto que reconstruíu, mais tarde, grande parte do Buckingham Palace. Esta parte do palácio enfrenta um espaçoso quadrângulo e possui elementos neogóticos suficientes para ter satisfeito Sir Walter Scott. É nestes edifícios que o arcebispo habita actualmente.

## Biblioteca do Lambeth Palace

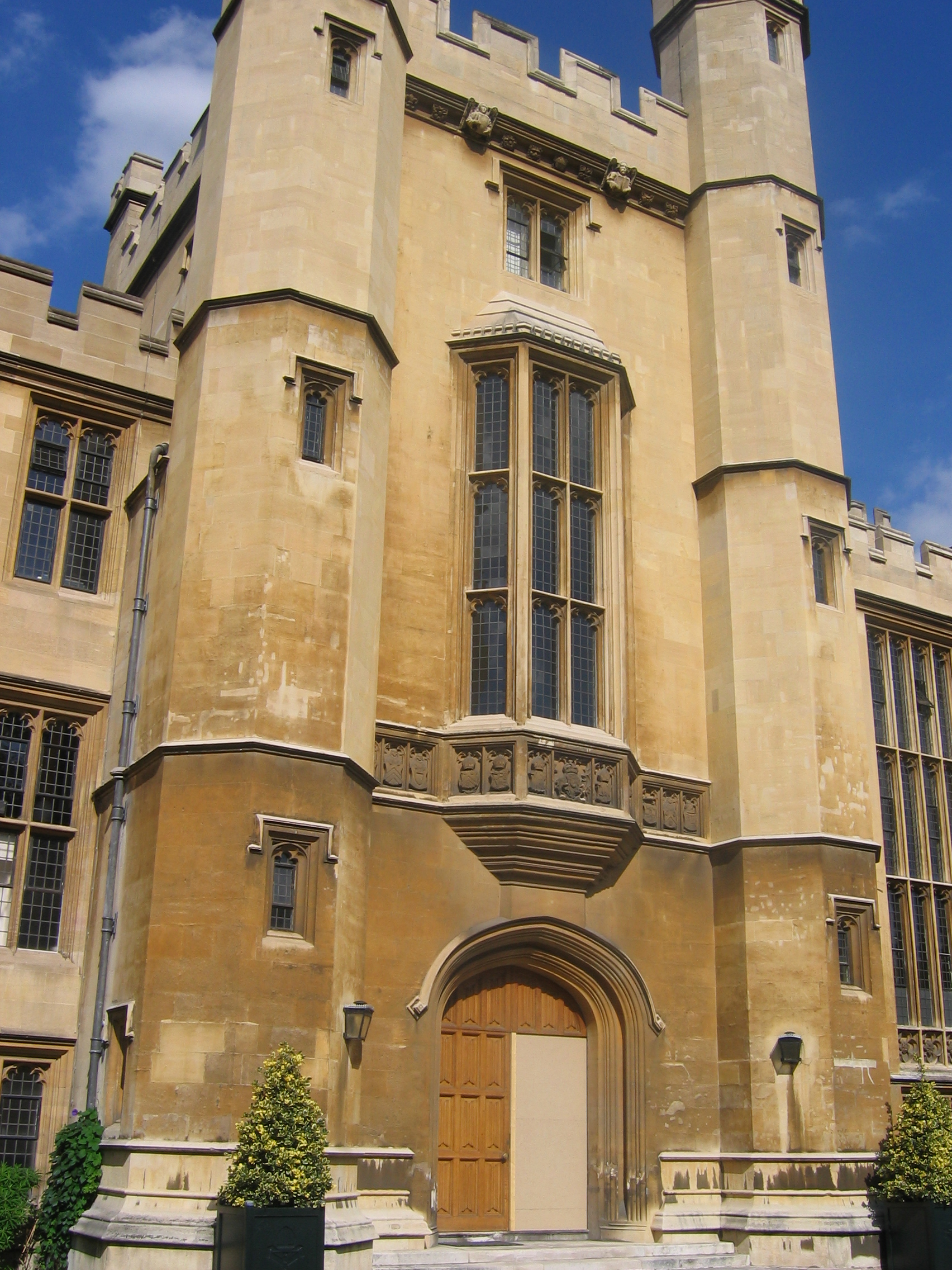
Entrada principal do Lambeth Palace.

O palácio acolhe, actualmente, a Lambeth Palace Library (Biblioteca do Lambeth Palace), a biblioteca oficial do Arcebispo da Cantuária e principal detentora dos registos da história da Igreja Anglicana, tendo sido fundada como biblioteca pública pelo Arcebispo Richard Bancroft em 1610. Esta contém uma vasta colecção de material relacionado com a história eclesiástica, incluindo arquivos de arcebispos e bispos e papéis relativos a várias sociedades anglicanas missionárias e caritativas. A valiosa colecção de manuscritos originais contém material importante, algum datado do século IX. Entre as restantes colecções existe material com uma imensa variedade de tópicos, os quais vão desde a história da arte e arquitectura à história colonial e da Commonwealth, além de inúmeros aspectos da história social, política e económica da Inglaterra. A biblioteca representa, também, uma importante fonte de pesquisa para a história local inglesa e genealogia.

## Igreja de St. Mary-at-Lambeth
A adjacente igreja paroquial de St. Mary-at-Lambeth foi teconstruída cerca de 1850, apesar de os antigos monumentos preservadso lhe darem uma aparência de maior antiguidade. Entre estes encontram-se túmulos de alguns dos arcebispos, incluindo o de Richard Bancroft, dos jardineiros e horticultores John Tradescant o velho e John Tradescant o jovem (filho do anterior), e do Almirante William Bligh. A igreja de St Mary foi desconsagrada em 1972, tendo aberto ali, alguns anos mais tarde, o Museu da História do Jardim (Museum of Garden History), devido à sua associação com os Tradescant.

## Arcebispos que morreram no Lambeth Palace

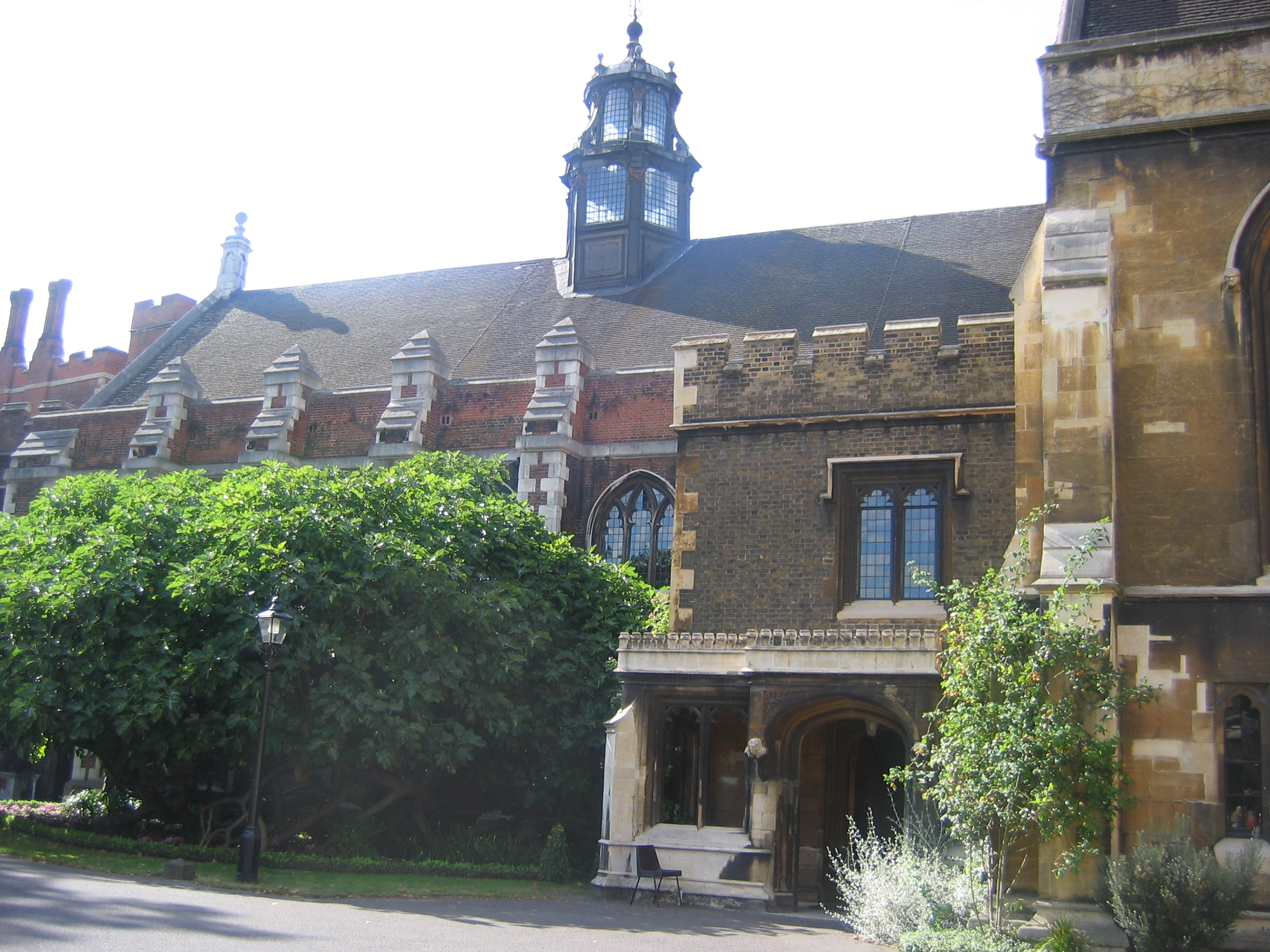
A grande galeria com a figueira do Cardeal Pole em frente.

| Nome                   | Ano de morte | Local de sepultura                   |
| ---------------------- | ------------ | ------------------------------------ |
| William Whittlesey     | 1375         | Catedral de Canterbury               |
| John Kemp              | 1453         | Catedral de Canterbury               |
| Henry Deane            | 1504         | Catedral de Canterbury               |
| Reginald Cardinal Pole | 1558         | Catedral de Canterbury               |
| Matthew Parker         | 1575         | Capela Lambeth                       |
| John Whitgift          | 1604         | Croydon Palace                       |
| Richard Bancroft       | 1610         | Lambeth                              |
| William Juxon          | 1663         | Capela do St. John's College, Oxford |
| Gilbert Sheldon        | 1667         | Croydon Palace                       |
| John Tillotson         | 1694         | St Lawrence Jewry, Londres           |
| Thomas Tenison         | 1715         | Croydon Palace                       |
| John Potter            | 1747         | Croydon Palace                       |
| Thomas Secker          | 1768         | Lambeth                              |
| Frederick Cornwallis   | 1783         | Lambeth                              |
| John Moore             | 1805         | Lambeth                              |